# Jonathan Summerton

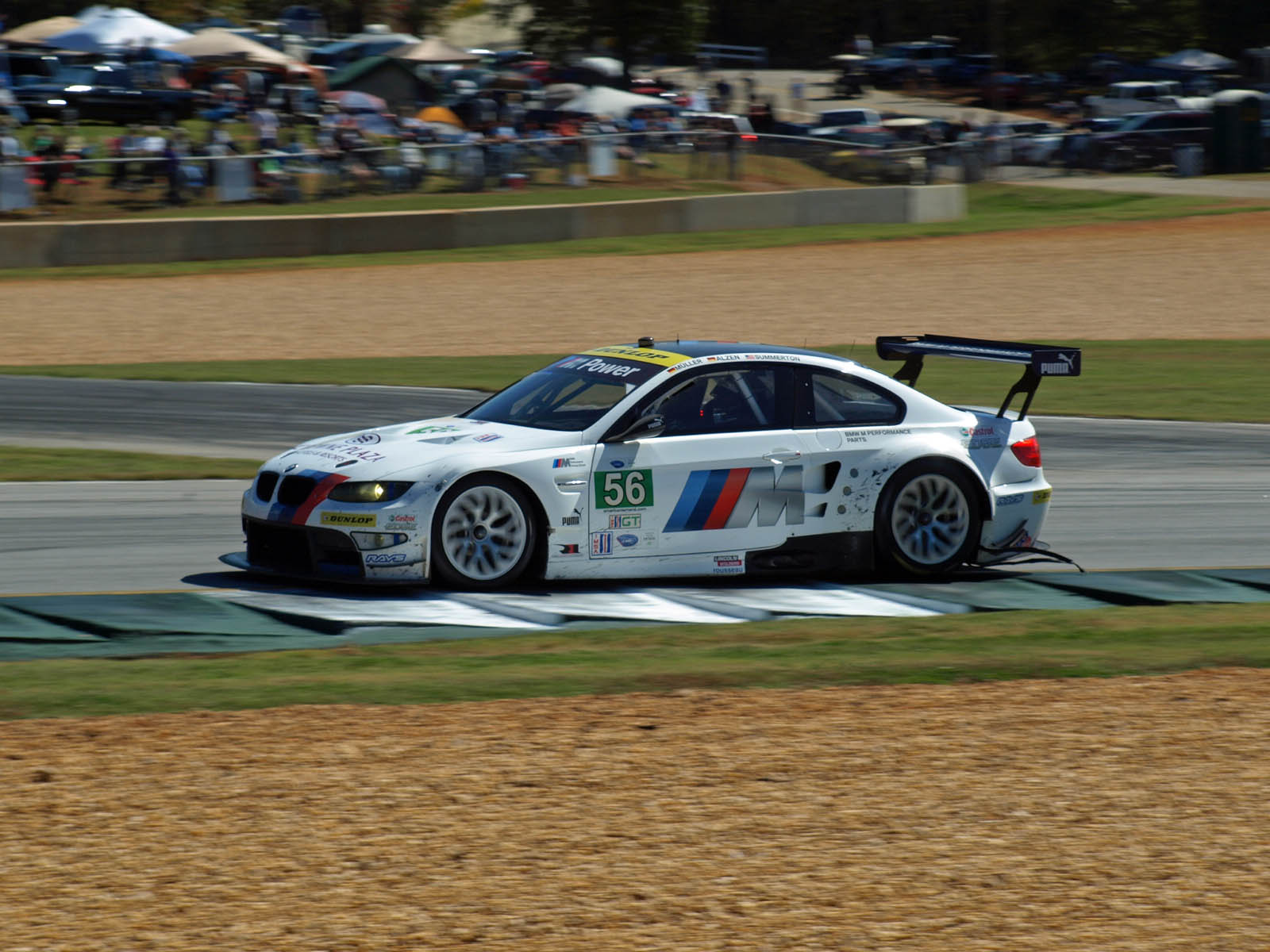
Jonathan Summerton im BMW M3 E92 beim Petit Le Mans 2012

Jonathan Summerton (* 21. April 1988 in Kissimmee, Florida) ist ein US-amerikanischer Rennfahrer.

## Karriere
Summerton begann seine Motorsportkarriere 2002 im Kartsport und blieb bis 2004 in dieser Sportart aktiv. Bereits 2003 machte er in einer regionalen Skip-Barber-Serie seine ersten Erfahrungen im Formelsport. 2004 startete er in der US-amerikanischen Formel BMW und wurde mit vier Siegen Dritter in der Meisterschaft. Sein Teamkollege Andreas Wirth gewann den Titel. Nachdem er bereits 2004 an zwei Rennen der deutschen Formel BMW gestartete war, trat er 2005 komplett in dieser Serie an. Mit einer Podest-Platzierung beendete er die Saison auf dem zehnten Platz. Darüber hinaus nahm er an vier Rennen der US-amerikanischen Formel BMW teil.
2006 wechselte Summerton zu Mücke Motorsport in die Formel-3-Euroserie. Mit einem Sieg beim Saisonfinale auf dem Hockenheimring belegte er den neunten Gesamtrang. Damit ließ er Sébastien Buemi, der in dieser Saison sein Teamkollege war, hinter sich. Im A1GP-Saison 2006/2007 startete der Rennfahrer für das US-amerikanische Team an vier Rennwochenenden in der A1 Grand Prix. Seine beste Platzierung war ein zweiter Platz. Nachdem der US-Amerikaner im Sommer zunächst ohne Cockpit war, startete er in der zweiten Saisonhälfte der Formel-3-Euroserie-Saison 2007 für RC Motorsport als Gaststarter bei drei Rennwochenenden. Anschließend löste Summerton Buddy Rice in der A1GP-Saison 2007/2008 ab und startete bei acht Rennwochenenden. Er gewann ein Rennen.
Anschließend kehrte Summerton nach Nordamerika zurück und startete für Newman Wachs Racing in der Atlantic Championship. Mit zwei Siegen beendete er die Saison als zweitbester Neuling auf dem dritten Platz. Er setzte sich damit teamintern gegen seine Teamkollegin Simona de Silvestro durch. 2009 blieb er in der Atlantic Championship. Nachdem er die Saison bei Genoa Racing begonnen hatte, kehrte er nach dem vierten Rennen zu Newman Wachs Racing zurück und wurde Teamkollege von John Edwards. Mit vier Siegen hatte er am Saisonende genauso viele Punkte und Siege wie Edwards. Da Edwards vier und Summerton drei zweite Plätze erzielt hatte, gewann Edwards den Meistertitel und Summerton wurde Vizemeister. Außerdem nahm er an den ersten sechs Rennen der Indy Lights für RLR / Andersen Racing teil. Mit einem zweiten Platz als bestes Resultat wurde er 17. in der Gesamtwertung. Nachdem die Atlantic Championship eingestellt worden war, wechselte er 2010 innerhalb der Indy Lights zu Walker Racing. Nach dem ersten Rennen wurde er durch Dan Clark ersetzt und bestritt kein weiteres Rennen in der Saison, die er auf dem 28. Platz im Gesamtklassement abschloss.

## Statistik

### Karrierestationen
- 2002–2004: Kartsport
- 2004: US-amerikanische Formel BMW (Platz 3)
- 2004: Deutsche Formel BMW (Platz 25)
- 2005: Deutsche Formel BMW (Platz 10)
- 2005: US-amerikanische Formel BMW (Platz 14)
- 2006: Formel-3-Euroserie (Platz 9)
- 2007: Formel-3-Euroserie; A1 Grand Prix
- 2008: Atlantic Championship (Platz 3)
- 2008: A1 Grand Prix
- 2009: Atlantic Championship (Platz 2)
- 2009: Indy Lights (Platz 17)
- 2010: Indy Lights (Platz 28)

### Sebring-Ergebnisse
| Jahr | Team         | Fahrzeug   | Teamkollege | Teamkollege | Platzierung             | Ausfallgrund |
| ---- | ------------ | ---------- | ----------- | ----------- | ----------------------- | ------------ |
| 2012 | BMW Team RLL | BMW M3 E92 | Dirk Müller | Joey Hand   | Rang 17 und Klassensieg |              |